# Kamenica (miasto Kraljevo)
Kamenica (cyr. Каменица) – wieś w Serbii, w okręgu raskim, w mieście Kraljevo. W 2011 roku liczyła 160 mieszkańców.